# Limbach (Slowakei)
Limbach (1927 bis 1957 slowakisch Hliník; ungarisch Limpak – bis 1907 Limbach) ist eine Gemeinde in der Westslowakei mit 2428 Einwohnern (Stand 31. Dezember 2024).

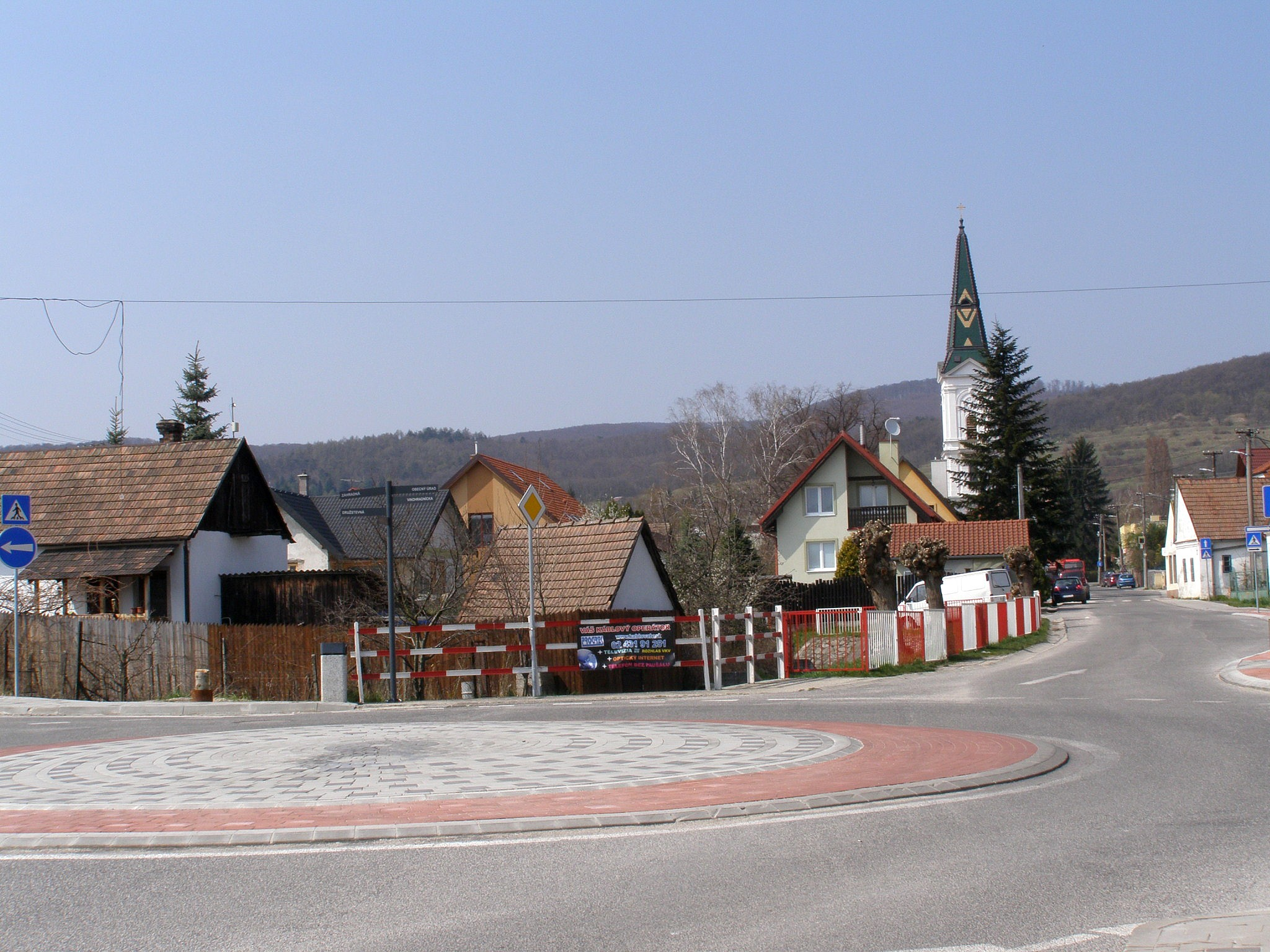

## Geographie
Die Gemeinde liegt, von Weinbergen umgeben, am Fuß der Südostabdachung der Kleinen Karpaten etwa 4 km von Pezinok und 21 km von Bratislava entfernt.

## Geschichte
Limbach wurde 1390 erstmals schriftlich erwähnt. Im Ort siedelten sich im 14. Jahrhundert Deutsche an, die bis zum Ende des Zweiten Weltkriegs die Mehrheitsbevölkerung stellten. Vertriebene und Flüchtlinge aus Limbach siedelten sich ab 1953 namentlich auf der Windeck an, einem hoch gelegenen Stadtteil von Rüdesheim am Rhein, und halten dort Traditionen aus ihrer alten Heimat lebendig.

## Bevölkerung
| Jahr                | 1994 | 2004     | 2014     | 2024     |
| ------------------- | ---- | -------- | -------- | -------- |
| Anzahl der Personen | 913  | 1337     | 1908     | 2428     |
| Unterschied         |      | +46,44 % | +42,70 % | +27,25 % |

| Jahr                | 2023 | 2024    |
| ------------------- | ---- | ------- |
| Anzahl der Personen | 2423 | 2428    |
| Unterschied         |      | +0,20 % |

Ergebnisse nach der Volkszählung 2001 (1141 Einwohner):
| Nach Ethnie: - 96,84 % Slowaken - 0,79 % Magyaren - 0,44 % Tschechen - 0,26 % Deutsche | Nach Religion: - 46,36 % römisch-katholisch - 28,22 % evangelisch - 6,49 % keine Angabe - 5,17 % konfessionslos |

## Trivia
Der ehemalige Präsident der slowakischen Republik, Ivan Gašparovič zog sein Privathaus in Limbach der Präsidentenresidenz in Bratislava als Wohnort vor.